# Primární skupina
Primární skupina (z latinského primus = první) je v sociologii označení pro sociální skupinu, ve které se jedinci angažují celou svou osobností, vytvářejí s ostatními členy intimní vazby a člověk se v ní ocitá bez vlastního rozhodnutí. Pro primární skupinu je typická silná sociální koheze (soudržnost), menší počet členů a dlouhá doba trvání.
Pojem do sociologie zavedl v roce 1902 americký sociolog Charles Horton Cooley (17. srpna 1864 – 8. května 1929), který se zabýval zkoumáním socializace. Opakem primární skupiny je sekundární skupina, která byla definována až později, a liší se od primární skupiny povahou vazby mezi členy – vyznačuje se méně osobními vztahy s funkčním charakterem.
Základní funkcí primární skupiny je přenos hodnot a vzorců chování. Má velký vliv na rozvoj jedince a aktéři se zde intenzivně socializují.To znamená jak v pozitivním, tak v negativním slova smyslu. Podle Edwina H. Sutherlanda (1883 - 1950) je například kriminální jednání z větší části naučené. Jedinec si tedy přivlastňuje konformní nebo i deviantní vzorce chování, které jsou v dané skupině považovány za normální. Základním typem primární skupiny je rodina. Může jí ale být i sousedství či vrstevnická skupina. Primární skupinou se může stát například i parta kamarádů či spolubydlící. Aktéři stvrzují tento stav, pokud se spolu cítí „jako jedna rodina“.
Pro určení, že se jedná o skupinu primární existují tři základní kritéria:
1. aktér se intenzivně socializuje
2. v procesu socializace si vytváří svůj habitus (soubor potřeb a dovedností, se kterými vstupuje do externího prostoru své primární sociální skupiny a které považuje za přirozené)
3. participuje na skupinové kontrole

Pokud skupina nesplňuje všechny tyto znaky zároveň, jedná se o sekundární skupinu.

## Znaky
- Osobní kontakt mezi členy (face-to-face)
- Nízký počet členů patřících do skupiny
- Skupina založena na důvěrné známosti a intimních vztazích, což je základem skupinové koheze (soudržnosti)
- Dlouhodobé trvání skupiny, jelikož je složena z členů, kteří se znají a jsou si blízcí
- Uspokojení osob a socializace (členství není založeno na vnějších pohnutkách)
- Jedinec se ve skupině angažuje celou svou osobností, jeho členství se zde neredukuje pouze na výkon určitých specifických rolí

## Otec primární skupiny

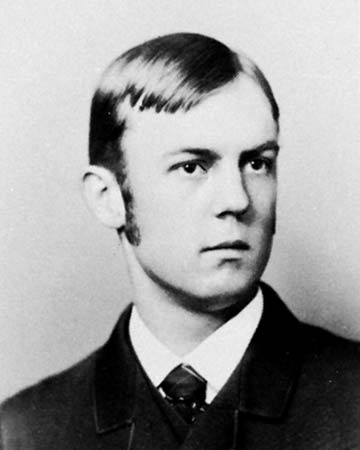
Charles Horton Cooley

Charles Horton Cooley narozený v roce 1864 v Michiganu byl americkým sociologem, představitelem tzv. symbolického interakcionismu (význam je vytvářen ve výměně symbolických obsahů během interakce a soustředí se tedy především na jazyk a řeč jako její prostředky). Byl zakládajícím členem a osmý prezident American Sociological Association. Je nejvíce známý svým konceptem tzv. zrcadlového já (looking-glass self) – lidské budování představy o sobě spjaté se snahou dívat se na sebe očima druhých.
Metodologií jeho zkoumání bylo upřednostnění empirického pozorovacího způsobu, často užíval své děti jako objekt pozorování. Ve svých koncepcích polemizoval se Sigmundem Freudem. Bral společnost jako lidskou přirozenost, která je vyjádřena v primárních skupinách, které lze nalézt ve všech civilizacích. Rozlišil tři základní primární skupiny: rodina, sousedé, vrstevnické skupiny (tzn. dětské herní skupiny).
Příklady jeho publikovaných prací: Personal Competition (1899), Human Nature and the Social Order (1902) a Social Organization (1909).

## Druhy primárních skupin

### Rodina
Rodinu je ze sociologického hlediska definována jako skupina osob spojená příbuzenstvím, manželstvím nebo osvojením, které spolu zpravidla dlouhodobě žijí v jedné domácnosti. Základem rodiny jsou muž a žena (manželé), kteří pečují o své děti. Ze širšího hlediska rodinu tvoří i prarodiče, tety, strýce a další. Rodinou však nemusí být pouze ta biologická. Její funkci může nahradit skupina dětského domova nebo opatrovník.
Obecně je rodina pro vývoj člověka důležitá zejména kvůli tomu, že zde dochází k úplně první a nejrozsáhlejší socializaci. Člověk se v ní naučí základní pravidla chování, získá první představu o tom, co je správné a co ne, získá své první návyky a utvoří si první názory o mnoha věcech. Člověk v rodině také získává svůj první pohled na fungování vztahů mezi lidmi, které pozoruje hlavně u rodičů, a také on sám naváže své první důvěrné vztahy s ostatními členy. Tyto vztahy jsou blízké až intimní. Dítě poprvé pocítí lásku od svých rodičů, naváže kamarádský vztah se svými sourozenci, a pak mnohokrát i hodně blízké vztahy s prarodiči, s tetou, strýcem …, proto je pro nás rodina primární skupinou. Pokud dítě v rodině postrádá pevné citové vazby a péči rodičů (například kvůli úmrtí rodičů v nízkém věku dítěte), může to vést k úzkosti až trvalé změně osobnosti. Tento koncept citové vazby představil John Bowlby, který svou výzkumnou studií dokázal, že u jedinců bez trvalé vazby na matku (či jinou blízkou osobu) v krajních případech dochází i k těžkým poruchám osobnosti.

### Sousedství
Kromě lidí, s kterými přímo žijeme, se často setkáváme i s lidmi z našeho blízkého okolí, kteří do rodiny nepatří. Jsou to lidé, kteří bydlí nedaleko nás, tedy lidé ze sousedství. Většinou se s nimi rychle seznámíme a často navážeme i bližší vztahy – spřátelíme se s nimi. Pak si s nimi můžeme popovídat, zajít na návštěvu, nebo si navzájem pomáhat a inspirovat se. Takto to chodí zejména u dospělých osob nebo dospívající mládeže.
Z pohledu dítěte, v případě, že sousedé jsou dospělí lidé, je tento vztah důležitý hlavně proto, že se potkávají i s jinými dospělými lidmi, než jsou jejich rodiče. Naučí se k nim chovat slušně a odpozorují, jak vypadají vztahy mezi lidmi mimo rodinu (i když tyto vztahy nejsou vždy zcela ideální). I ze svého okolí tedy přebíráme své vzorce chování.

### Dětská herní skupina (vrstevnická skupina)
Podobné vztahy jako mezi dospělými existují i mezi menšími dětmi. Mohou je navázat v sousedství, neboli v blízkém okolí, a jelikož děti tráví velké množství času venku hraním, můžeme tuto skupinu nazvat ‘‘dětská herní skupina‘‘. Během různorodých aktivit se děti mezi sebou poznávají, navazují svá první přátelství, učí se jak spolupracovat a dělat kompromisy.Poznávají však také, že na rozdíl od rodiny, kde se mohou chovat velmi sobecky, a přesto být milováni, ve vrstevnické skupině existují složitější vztahy se kterými se musí začít vyrovnávat. Typickým příkladem je dítě, které je zvyklé na pomoc a podporu své rodiny, které poprvé přijde na pískoviště a jiné dítě mu zboří bábovku. Na to se postupně naučí reagovat a uvědomí si, že všichni lidé nejsou hodní a ne vždy je vše fér. Často se dítě v herní skupině naučí i negativním jevům jako je podvádění, agresívní chování nebo sprostá slova (u kterých často nezná význam ani jejich dopad) od jedinců, v jejichž primární skupině je takové chování považováno za normální.

## Sekundární skupina vs. primární skupina
Rozdíl sekundární a primární skupiny je především v tom, že sekundární se vyznačují méně osobitými vztahy s funkčním charakterem. Mezi jednotlivými členy nevznikají pevné a závazné vztahy. Jednotlivec má pro sekundární skupinu o mnoho menší význam než pro primární, kde jeho osobnost je důležitou součástí pro tvorbu skupiny. V primární skupině může docházet k tomu, že zájmy jedince budou upřednostňovány před zájmy skupin – partikularismus, případně, že se celá skupina zaměří na splnění cíle jednoho člena (podpora rodičů, aby dítě uspělo na vybrané vysoké škole). Oproti tomu v sekundární skupině má projev a individualita jednotlivce minimální vliv na skupinu jako takovou a hlavním cílem je naplnění požadavků skupiny. Nezaměřuje se a nebere ohled na zájmy jedince. Vstup do sekundární skupiny je volný a není nijak omezený, společenství je otevřené všem. Toto souvisí také s interakcí mezi členy, čím více lidí se zde nachází, tím více formální komunikace je. Existují v ní pravidla, která vysvětlují, jak se mají jednotliví členové chovat. Pokud se nedodržují, může následovat sankce za porušení některého z pravidel řádu. V primární skupině na nic takového nenarazíme. Zde jsou pravidla nepsaná, neformální a flexibilní.
Konflikt mezi těmito dvěma skupinami může nastat například v případě, že se jedinec ocitne v prostředí, kde se jeho hodnoty a vzorce chování naučené v primární skupině neschodují s obecně uznávanou normou. To může nastat při stěhování ze vsi do velkého města nebo do jiné země, ale i při změně zaměstnání či přiženění do rodiny s jinou kulturou. Vždy jde o sekundární skupinu, kde původní normy neplatí a jedinec se díky tomu stává částečně sociálně vyloučen. Není výjimkou, že některé naučené hodnoty z primární skupiny jsou přehodnoceny a nahrazují je jiné.

## Děti bez socializace v primární skupině
Existuje mnoho doložených případů, kdy u dětí nedošlo k žádné socializaci v primární skupině. Tento jev je označován termínem vlčí děti. Mezi nejznámější patří divoký chlapec z Aveyronu, Genie, či pštrosí chlapec.
Všechny případy mají společné, že když nedošlo k primární socializaci v útlém věku, později se již nebyly schopné plně socializovat. Děti po vsazení do společnosti neovládly plně lidskou řeč a gesta, těžko se učily základním návykům a zpravidla se nedožily příliš vysokého věku. Také pro ně bylo těžké kooperovat a vytvářet složitější myšlenkové konstrukce, ačkoli vykazovaly známky průměrné inteligence a do běžného života se často nakonec zařadily.
Jev zkoumal v návaznosti na Johna Bowlbyho také psycholog Harry Harlow, který prováděl pokusy na opicích. Mláďata odloučená po narození od ostatních trpěla extrémně narušeným chováním a po sloučení s ostatními opicemi již nebyla schopná socializace.